# Rhododendron psilanthum
Rhododendron psilanthum är en ljungväxtart som beskrevs av Herman Otto Sleumer. Rhododendron psilanthum ingår i släktet rododendron, och familjen ljungväxter. Inga underarter finns listade i Catalogue of Life.